# Kate Starre
Katherine (Kate) Starre (Perth, 18 september 1971) is een Australisch hockeyster. 
In 1994 en 1998 werd Starre wereldkampioen.
Starre werd in 1996 en 2000 olympisch kampioen.

## Erelijst
- 1991 -  Champions Trophy Berlijn
- 1992 – 5e Olympische Spelen in Barcelona
- 1993 -  Champions Trophy Amstelveen
- 1994 –  Wereldkampioenschap in Dublin
- 1995 –  Champions Trophy in Mar del Plata
- 1996 –  Olympische Spelen in Atlanta
- 1997 –  Champions Trophy in Berlijn
- 1998 –  Wereldkampioenschap in Utrecht
- 2000 –  Champions Trophy in Amstelveen
- 2000 –  Olympische Spelen in Sydney